# IO Весов
IO Весов (лат. IO Librae), HD 135810 — двойная звезда в созвездии Весов на расстоянии (вычисленном из значения параллакса) приблизительно 1129 световых лет (около 346 парсеков) от Солнца. Видимая звёздная величина звезды — от +9,46m до +9,34m.

## Характеристики
Первый компонент — жёлто-белая эруптивная переменная звезда типа RS Гончих Псов (RS:) спектрального класса F2/3. Эффективная температура — около 6565 К.
Второй компонент — жёлто-оранжевая звезда спектрального класса G/K.